# Шон Маккомб
Шон Маккомб (англ. Sean McComb; 14 серпня 1992, Антрім) — ірландський професійний боксер, призер Європейських ігор.

## Аматорська кар'єра
2015 року на Європейських іграх Шон Маккомб в категорії до 60 кг здобув три перемоги над Тімуром Беляком (Україна), Донато Косенца (Італія) та Ясином Їлмаз (Туреччина), а у півфіналі поступився Альберту Селімову (Азербайджан), отримавши бронзову медаль.
На чемпіонаті світу 2015 у другому бою знов програв Альберту Селімову.
На чемпіонаті Європи 2017 в категорії до 64 кг переміг двох суперників, а у чвертьфіналі програв Люку Маккормеку (Англія).
На чемпіонаті світу 2017 зазнав поразки у другому бою від Енді Круза (Куба).

## Професіональна кар'єра
2018 року дебютував на професійному рингу.
19 лютого 2021 року у дванадцятому бою, що проходив за вакантний титул чемпіона Співдружності у легкій вазі, зазнав першої поразки від Гевіна Гвінна (Уельс). 10 грудня 2022 року в бою проти до того непереможного Жолта Осадана (Словаччина) завоював титул чемпіона Європи за версією WBO у першій напівсередній вазі.
20 квітня 2024 року в бою за титул WBO Intercontinental в першій напівсередній вазі зазнав другої поразки від Арнольда Барбоза (США).